# Чха Тонмін
Чха Тонмін  (кор. 차동민, 24 серпня 1986) — південнокорейський тхеквондист, олімпійський чемпіон.

## Виступи на Олімпіадах
| Олімпіада  | Дисципліна      | Місце |
| ---------- | --------------- | ----- |
| Пекін 2008 | важка категорія | 1     |